# Жаб'я Воля (гміна)
Гміна Жаб'я Воля (пол. Gmina Żabia Wola) — сільська гміна у центральній Польщі. Належить до Ґродзиського повіту Мазовецького воєводства.
Станом на 31 грудня 2011 у гміні проживало 7513 осіб.

## Площа
Згідно з даними за 2007 рік площа гміни становила 105.61 км², у тому числі:
- орні землі: 70.00%
- ліси: 22.00%

Таким чином, площа гміни становить 28.79% площі повіту.

## Населення
Станом на 31 грудня 2011:
| Опис     | Загалом | Загалом | Чоловіки | Чоловіки | Жінки | Жінки |
| -------- | ------- | ------- | -------- | -------- | ----- | ----- |
| одиниця  | осіб    | %       | осіб     | %        | осіб  | %     |
| все      | 7513    | 100     | 3764     | 50.10    | 3749  | 49.90 |
| міське   | 0       | 100     | 0        |          | 0     |       |
| сільське | 7513    | 100     | 3764     | 50.10    | 3749  | 49.90 |

## Сусідні гміни
Гміна Жаб'я Воля межує з такими гмінами: Ґродзиськ-Мазовецький, Мщонув, Пневи, Радзейовіце, Тарчин.